# نرکین چامباراک
نرکین چامباراک (به ارمنی: Ներքին Ճամբարակ) یک روستا در ارمنستان است که در استان گغارکونیک واقع شده‌است.  در  کیلومتری شمال گاوار، مرکز استان گغارکونیک واقع شده است.